# Andrea Pasqualon
Andrea Pasqualon (Bassano del Grappa, 2 gennaio 1988) è un ciclista su strada italiano che corre per il team Bahrain Victorious. Velocista, professionista dal 2010, ha vinto la Coppa Sabatini 2017 e il Giro del Lussemburgo 2018.

## Palmarès
- 2009 (Zalf, una vittoria)

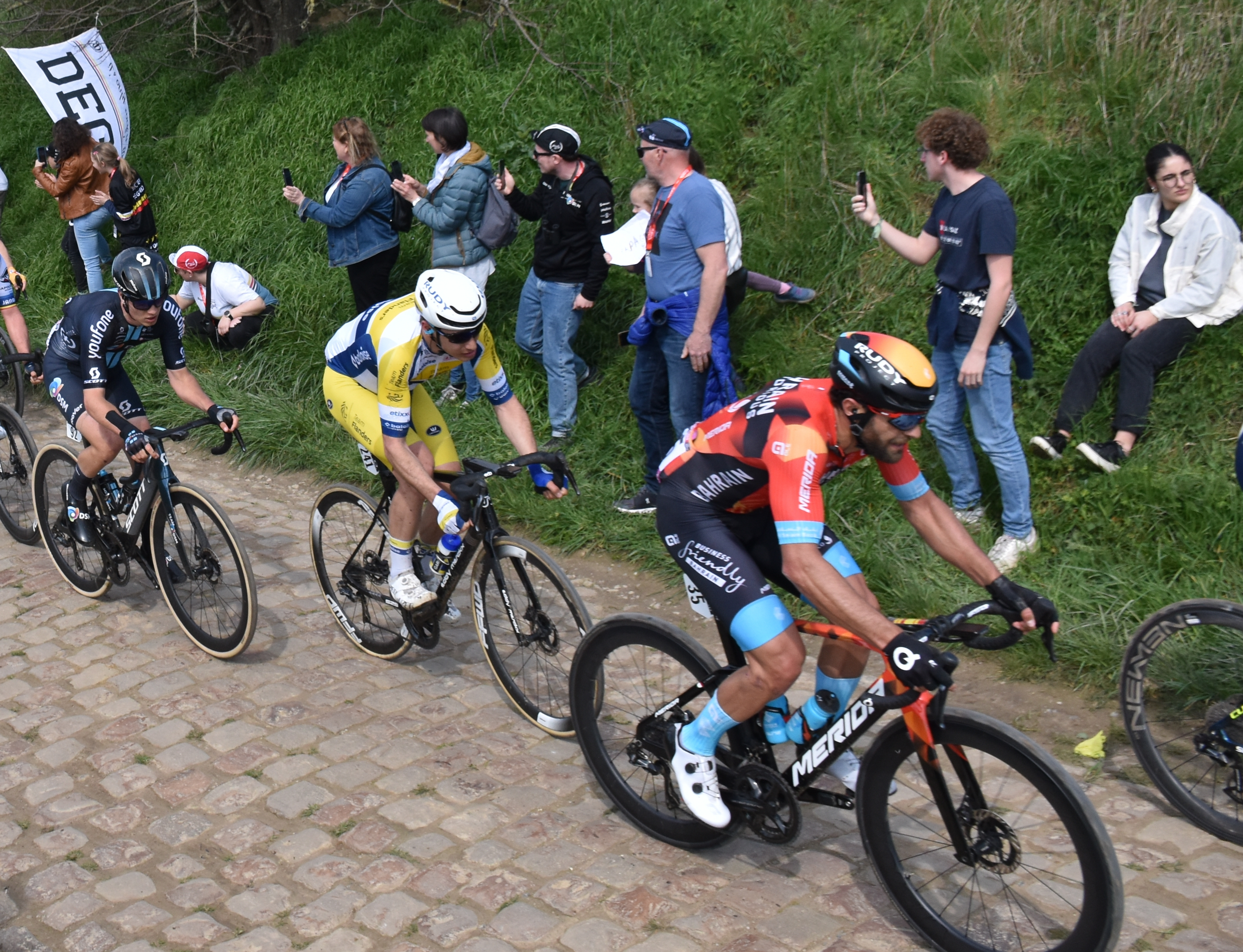
Andrea Pasqualon in azione alla Parigi-Roubaix 2023.

Medaglia d'Oro Ottavio Bottecchia - Fossalta di Piave
Gran Premio Bianco di Custoza
- 2010 (Zalf, sette vittorie)

Trofeo Mario Zanchi
Trofeo Banca Popolare di Vicenza
Medaglia d'Oro Angelo Fumagalli
Giro dei Tre Ponti
3ª tappa Giro Ciclistico Pesche Nettarine di Romagna (Cotignola > Imola)
Giro del Casentino
Medaglia d'Oro Fiera di Sommacampagna
- 2013 (Bardiani, una vittoria)

2ª tappa Tour du Limousin (Rochechouart > Ambazac)
- 2014 (Area Zero, due vittorie)

Grand Prix Südkärnten
7ª tappa Vuelta a Colombia (Dosquebradas > Dosquebradas)
- 2015 (Team Roth, due vittorie)

1ª tappa Boucles de la Mayenne (Saint-Berthevin > Changé)
1ª tappa Oberösterreich-Rundfahrt (Wels > Obernberg am Inn)
- 2017 (Wanty-Groupe Goubert, una vittoria)

Coppa Sabatini
- 2018 (Wanty-Groupe Goubert, quattro vittorie)

Grand Prix de Plumelec-Morbihan
2ª tappa Giro del Lussemburgo (Junglinster > Schifflange)
3ª tappa Giro del Lussemburgo (Eschweiler > Differdange)
Classifica generale Giro del Lussemburgo
- 2019 (Wanty-Groupe Goubert, una vittoria)

4ª tappa Tour du Poitou-Charentes (Aigre > Poitiers)
- 2022 (Intermarché-Wanty-Gobert Matériaux, una vittoria)

Circuit de Wallonie

### Altri successi
- 2015 (Team Roth)

Classifica a punti Boucles de la Mayenne
Criterium di Montreux
- 2018 (Wanty-Groupe Goubert)

Classifica a punti Giro del Lussemburgo

## Piazzamenti

### Grandi Giri
- Giro d'Italia

2021: 72º
2023: 65º
2024: 81º
2025: ritirato (9ª tappa)
- Tour de France

2017: 137º
2018: 95º
2019: 88º
2022: 50º

### Classiche monumento
- Milano-Sanremo

2011: ritirato
2013: 111º
2020: 41º
2021: 86º
2022: 91º
2023: 60º
2024: 99º
2025: 108º
- Giro delle Fiandre

2017: 53º
2018: ritirato
2019: 58º
2020: 24º
2022: 44º
2023: 36º
2024: ritirato
2025: 76º
- Parigi-Roubaix

2022: 19º
2023: 41º
2024: 50º
2025: 71º
- Liegi-Bastogne-Liegi

2017: 121º
2019: ritirato
- Giro di Lombardia

2011: ritirato
2012: ritirato
2020: fuori tempo massimo
2023: ritirato
2024: ritirato

### Competizioni continentali
- Campionati europei

Alkmaar 2019 - In linea Elite: ritirato
Drenthe 2023 - In linea Elite: 36º